# 야부 유지
야부 유지(일본어: 養父 雄仁, 1984년 5월 24일 ~ )는 일본의 전 축구 선수이다.

## 구단 경력
그는 2007년부터 2019년까지 J리그의 가와사키 프론탈레, 방포레 고후, 로아소 구마모토, V-파렌 나가사키, 후지에다 MYFC에서 활동하였다.